# (493897) 2015 XZ230
(493897) 2015 XZ230 es un asteroide perteneciente al cinturón de asteroides, descubierto el 29 de noviembre de 2011 por el equipo del Spacewatch desde el Observatorio Nacional de Kitt Peak, Arizona, Estados Unidos.

## Designación y nombre
Designado provisionalmente como 2015 XZ230.

## Características orbitales
2015 XZ230 está situado a una distancia media del Sol de 2,556 ua, pudiendo alejarse hasta 2,788 ua y acercarse hasta 2,324 ua. Su excentricidad es 0,091 y la inclinación orbital 13,431 grados. Emplea 1492,83 días en completar una órbita alrededor del Sol.

## Características físicas
La magnitud absoluta de 2015 XZ230 es 16,73.